# Stray Cats
Stray Cats er en Rockabilly-trio fra USA.

## Medlemmer
Nuværende medlemmer
- Brian Setzer – forsanger, guitar (1979–1984, 1986–1993, 2004–2009, 2018–nu)
- Lee Rocker – kontrabas, akutsisk guitar, vokal (1979–1984, 1986–1993, 2004–2009, 2018–nu)
- Slim Jim Phantom – trommer, percussion, baggrundsvokal (1979–1984, 1986–1993, 2004–2009, 2018–nu)

Tidligeremedlemmer
- Bob Beecher – kontrabasbass (1979)
- Gary Setzer – trommer (1979)
- Tommy Byrnes – guitar (1984)

## Diskografi
- Stray Cats (1981)
- Gonna Ball (1981)
- Rant n' Rave with the Stray Cats (1983)
- Rock Therapy (1986)
- Blast Off! (1989)
- Let's Go Faster! (1990)
- Choo Choo Hot Fish (1992)
- Original Cool (1993)
- 40 (2019)

Live Albums
- Something Else (1995)
- Rumble in Brixton (2004)

Compilations
- Built For Speed (1982)
- The Best of Stray Cats - Back To The Alley (1990)
- The Very Best Of (2003)
- Best of Stray Cats (2005)
- Alley Cat Rumble (2006)

## Turnéer
- European Tour (1980)
- Stray Cats Tour (1981)
- Gonna Ball Tour (1982)
- Built for Speed Tour (1982–1983)
- Rant n' Rave Tour (1983–1984)
- Blast Off US-Tour (1988)
- Blast Off Tour (1989)
- Let's Go Faster Tour (1990)
- Murphy Tour (1991)
- Choo Choo Hot Fish Tour (1992)
- European Tour (2004)
- North American Tour (2007)
- Farewell Tour (2008–2009)
- 40th Anniversary Tour (2019)